# Остров Сапатера
Остров Сапатера (исп. Zapatera) — вулканический остров в Никарагуа.
Остров образован одноимённым вулканом на озере Никарагуа в Республике Никарагуа, в северной части озера. Высота вулкана Сапатера 629 метров. Площадь острова Сапатера — 52 км², второй по величине остров на озере Никарагуа после Ометепе. Остров объявлен правительством Никарагуа природоохранной территорией в 1983 году.
Остров изучается как археологический памятник из-за большого количества монолитных статуй, петроглифов и древней керамики, которые были найдены здесь, а также на близлежащих островках. В целом этот регион считается важным церемониальным центром доколумбовой культуры, населявшей его около 800—1350 гг. н. э.